# Дістрикт Тауншип (округ Беркс, Пенсільванія)
Дістрикт Тауншип (англ. District Township) — селище (англ. township) в США, в окрузі Беркс штату Пенсільванія. Населення — 1378 осіб (2020).

## Демографія
Згідно з переписом 2010 року, у селищі мешкало 1337 осіб у 536 домогосподарствах у складі 403 родин. Було 565 помешкань
Расовий склад населення:
| - 97,8 % — білих - 0,6 % — чорних або афроамериканців - 0,5 % — корінних американців - 0,1 % — азіатів |

До двох чи більше рас належало 0,8 %. Частка іспаномовних становила 0,5 % від усіх жителів.
За віковим діапазоном населення розподілялося таким чином: 19,1 % — особи молодші 18 років, 66,6 % — особи у віці 18—64 років, 14,3 % — особи у віці 65 років та старші. Медіана віку мешканця становила 46,7 року. На 100 осіб жіночої статі у селищі припадало 106,0 чоловіків;  на 100 жінок у віці від 18 років та старших — 104,9 чоловіків також старших 18 років.
Середній дохід на одне домашнє господарство  становив 76 273 долари США (медіана — 74 792), а середній дохід на одну сім'ю — 83 738 доларів (медіана — 81 953). Медіана доходів становила 42 134 долари для чоловіків та 36 528 доларів для жінок. За межею бідності перебувало 5,5 % осіб, у тому числі 4,2 % дітей у віці до 18 років та 5,6 % осіб у віці 65 років та старших.
Цивільне працевлаштоване населення становило 795 осіб. Основні галузі зайнятості: виробництво — 25,9 %, освіта, охорона здоров'я та соціальна допомога — 19,0 %, будівництво — 11,3 %, науковці, спеціалісти, менеджери — 9,3 %.